# Louis Sabatier
Pour les articles homonymes, voir Sabatier.
Louis Sabatier est un explorateur et ingénieur français, ayant participé à l'expédition de 1840-41 à la recherche des sources du Nil Blanc avec d'Arnaud et Werne.

## Sources
- Léon Chomé, Une expédition belge au Nil, 1898, p. 5 (lire en ligne sur Gallica)
- Richard Leslie Hill, A Biographical Dictionary of the Sudan, Routledge, 1967